# Asfalto (film)
Asfalto (Asphalt) è un film muto del 1929 diretto da Joe May.

## Trama
Albert Holk  è un giovane poliziotto, figlio di un poliziotto, a cui capita, durante il servizio, di smascherare l’avvenente Else  Kramer quale ladra di un diamante presso una gioielleria. Poiché la refurtiva viene recuperata, il gioiellere non sporge denuncia contro di lei, ma Holt, per senso del dovere,  vuole condurre Else, per accertamenti,  alla stazione di polizia. Else gli dice che ha compiuto il furto perché in stato di estremo bisogno, e lo convince ad accompagnarla prima a casa, per recuperare i propri documenti. Una volta giunti là, Else lo seduce, dicendogli che, al di là di ogni tentativo di non essere perseguita,  lui le piace veramente. Albert torna a casa dei genitori, in preda a sensi di colpa per non aver proseguito l’indagine ed averla rilasciata.
Albert ha dimenticato a casa di Else la propria tessera della polizia, ed Else ne confronta la fotografia con un'altra, che tiene incorniciata sul comodino. È la foto del Console Generale francese, in realtà un malvivente, che viene mostrato mentre, a Parigi, con dei complici, forza una cassetta di sicurezza di una banca, prima di recarsi, l’indomani, a Berlino, da Else.
L’indomani Else fa recapitare ad Holt la tessera dimenticata, insieme ad una scatola di sigari, come regalo.
Holt, indignato per quello che gli appare come un tentativo di corruzione, si reca da Else per restituirle la scatola di sigari, ma fra i due si rinnova l’intesa amorosa, al che Albert le chiede di sposarlo. Else, mostrandogli gioielli e pellicce,  gli rivela che in realtà non si è mai trovata in stato di bisogno, e gli fa notare quanto sia strana la connessione fra un poliziotto ed una ladra. Tuttavia cerca di trattenerlo, nonostante i dubbi di lui. In quel frangente arriva il console-malvivente, e fra i due uomini nasce una colluttazione, al seguito della quale il console rimane ucciso.
Albert, tornato a casa dei genitori, confessa di aver ucciso un uomo, e suo padre (la didascalia dice “La legge è pur sempre la legge”) lo arresta. Al posto di polizia sopraggiunge Else, che scagiona Holt, dicendo essersi trattato di legittima difesa, e che racconta l’intera storia: di conseguenza Albert viene rilasciato, ed Else viene arrestata. Prima che sia condotta in prigione, Albert raggiunge Else, la bacia, e le dice che l’aspetterà, dopo la pena.

## Produzione
Il film fu prodotto dall'Universum Film AG (UFA).

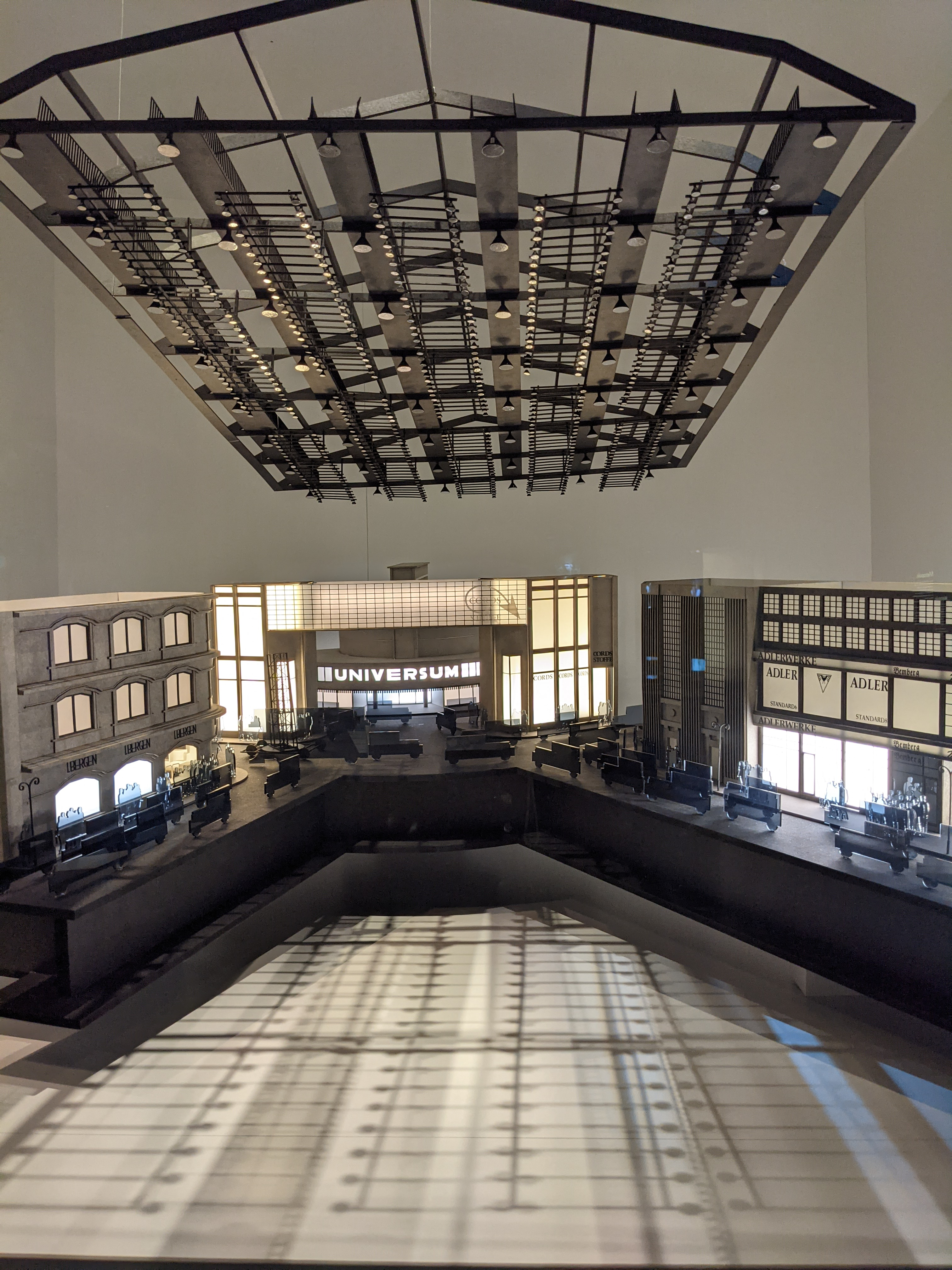
Modellino del set. Filmmuseum Berlin, Deutsche Kinematek.

Non accreditato, al film lavorò, in qualità di assistente, anche Hans Schneeberger, apprezzato direttore della fotografia, specializzato soprattutto in film di montagna, come La tragedia di Pizzo Palù o La bella maledetta.

## Distribuzione
Distribuito dall'Universum Film (UFA), uscì nelle sale cinematografiche tedesche il 12 marzo 1929 con il titolo originale Asphalt.
Copia della pellicola è stata masterizzata da una stampa restaurata sotto il controllo della F.W. Murnau Stiftung, distribuita nel 2006 dalla Kino on Video con il sistema NTSC e sottotitolata in inglese.

### Censura e restrizioni
Nell'edizione italiana vennero eliminate le scene dei due furti: del portamonete (sulla strada) e della pietra preziosa (nella gioielleria). Venne soppressa la didascalia "Ladra? Nel bisogno si può commettere un errore senza essere disonesti" e accorciata la lunga scena della violenta colluttazione fra i due uomini alla fine del quarto rullo. Vennero inoltre esclusi dalla visione in sala i minori di 16 anni